# О
O, o (cursiva O, o) es la decimosexta letra del alfabeto cirílico.
Representa el sonido de una "O".
Sin embargo, representa este sonido, cuando la mayor fuerza de voz recae en la sílaba que tenga esta vocal, si la O no va acentuada, se lee como una "a" (corta).
Он > se lee On, (Él) 
Она > se lee anÁ, (Ella).
Es una terminación del género neutro.

## Uso

### Sistema numeral cirílico
En la antigüedad, en el sistema numeral cirílico, esta letra tenía el valor numérico 70.

## Tabla de códigos
| Codificación de caracteres | Tipo      | Decimal | Hexadecimal | Octal  | Binario             |
| -------------------------- | --------- | ------- | ----------- | ------ | ------------------- |
| Unicode                    | Mayúscula | 1054    | 041E        | 002036 | 0000 0100 0001 1110 |
| Unicode                    | Minúscula | 1086    | 043E        | 002076 | 0000 0100 0011 1110 |
| ISO 8859-5                 | Mayúscula | 190     | BE          | 276    | 1011 1110           |
| ISO 8859-5                 | Minúscula | 222     | DE          | 336    | 1101 1110           |
| KOI 8                      | Mayúscula | 239     | EF          | 357    | 1110 1111           |
| KOI 8                      | Minúscula | 207     | CF          | 317    | 1100 1111           |
| Windows 1251               | Mayúscula | 206     | CE          | 316    | 1100 1110           |
| Windows 1251               | Minúscula | 238     | EE          | 356    | 1110 1110           |
Sus códigos HTML son: &#1054; o &#x41E; para la minúscula y &#1086; o &#x43E; para la minúscula.